# Sielsowiet bolszeiwanowski (obwód lipiecki)
Sielsowiet bolszeiwanowski (ros. Большеивановский сельсовет) – jednostka administracyjna (osiedle wiejskie) wchodząca w skład rejonu wołowskiego w оbwodzie lipieckim w Rosji.
Centrum administracyjnym sielsowietu jest wieś (ros. село, trb. sieło) Bolszaja Iwanowka.

## Geografia
Powierzchnia sielsowietu wynosi 46,7 km².

## Historia
Status i granice sielsowietu zostały określone ustawami obwodu lipieckiego nr 114 i nr 126 z roku 2004.

## Demografia
W 2018 roku sielsowiet zamieszkiwało 475 mieszkańców.

## Miejscowości
W skład sielsowietu wchodzą miejscowości: Bolszaja Iwanowka, Bagrowka, Sapron.